# Ciudad CCS
Ciudad CCS o Ciudad Caracas es un diario venezolano de ideología chavista fundado por Jorge Rodríguez Gómez y editado por la Alcaldía de Caracas. Comenzó a circular el 8 de agosto de 2009. Su distribución es gratuita y alcanza el ámbito de la Gran Caracas. Su primer director fue el periodista Ernesto Villegas Poljak. Desde 2012 hasta 2017 fue dirigido por el periodista Felipe Saldivia. Hoy lo dirige la periodista Mercedes Chacín.[cita requerida]